# Flurtypen
Flurtypen und Flurformtypen sind Begriffe der Ordnung, Beschreibung und Interpretation von landwirtschaftlichen Räumen.

## Beispiele für Flurtypen
Flurtypen sind:
- Gemarkung: Als Gemarkung bezeichnet man die zu einer Siedlung gehörige Gesamtfläche. Ursprünglich wurde sie nach Gewohnheitsrecht festgelegt, später durch Kataster vermessen.
  - Flur: Teil der Gemarkung, der einer individuell- oder privatrechtlich geregelten Nutzung unterliegt, in Parzellen aufgeteilt.
    - Flurstück (Parzelle): Kleinste Besitzeinheit in der Flur. (Hier herrschen länderweise in den Grundbüchern unterschiedliche Sprechweisen.)
      - Besitzparzelle
      - Betriebsparzelle (mehrere Besitzparzellen, Flächen verschiedener Nutzung)

  - Allmende: Zu der im Unterschied zur Flur gemeinschaftlich genutzten Fläche gehörte der Anger, aber auch Weiden und Wälder.

## Beispiele für Flurformtypen
Flurformtypen sind:
- Reine Flur – ein Parzellentyp herrscht vor
- Mischflur – mehrere Parzellentypen kommen vor

Flurformen
1. Blockflur – Parzellenverhältnis Länge zu Breite 1:1–1:5/1:10
2. Streifenflur – Parzellenverhältnis Länge zu Breite ab 1:10
  - Breitstreifenflur: 1:10–1:20
  - Langstreifenflur: > 1:20
3. Gewannflur – Parzellenverband schmaler, gleichlaufender, streifenförmiger Grundparzellen in Gemengelage
  - Anzahl der Parzellen in Gewann = Anzahl der Hausstätten

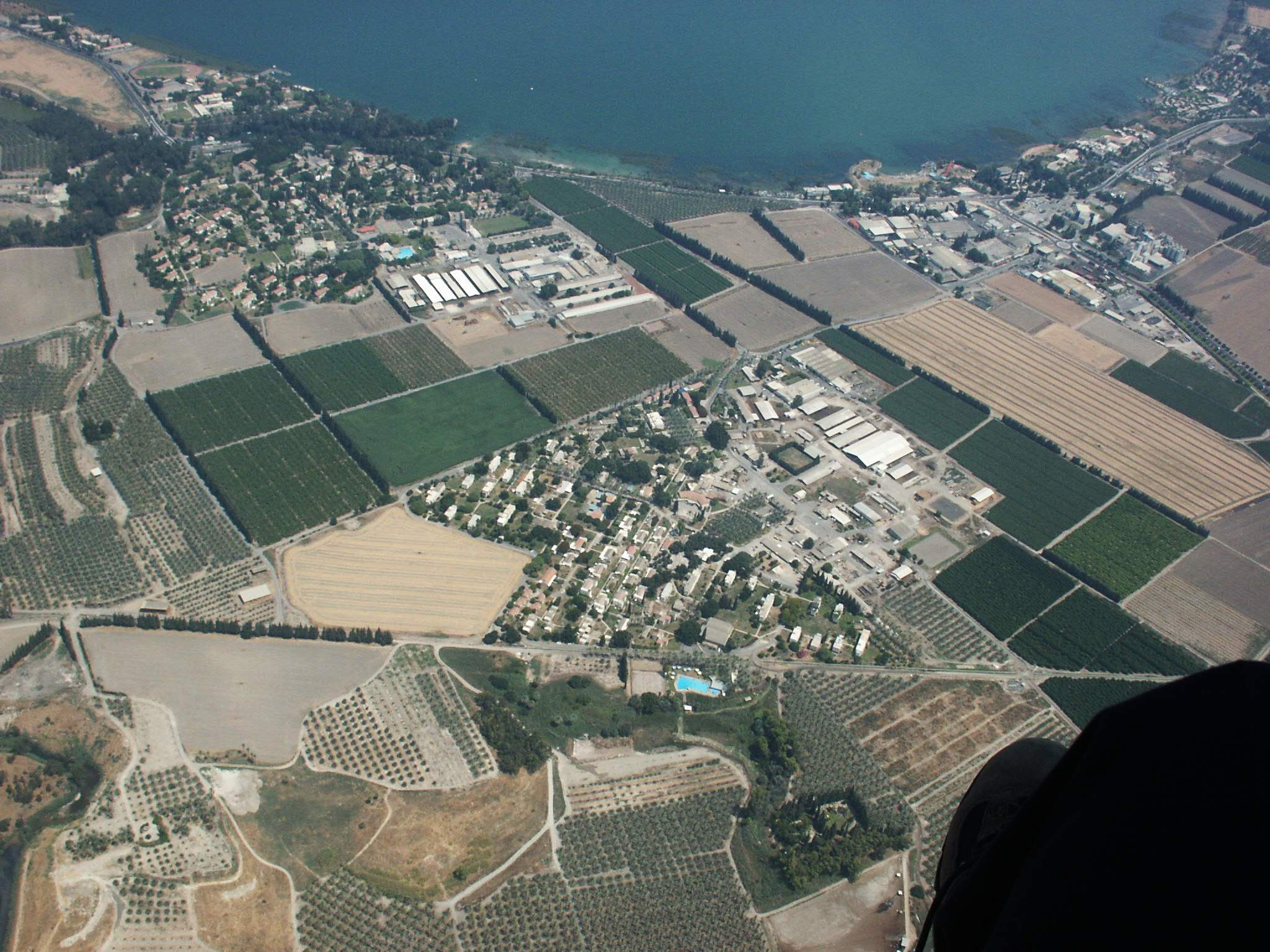
Blockflur
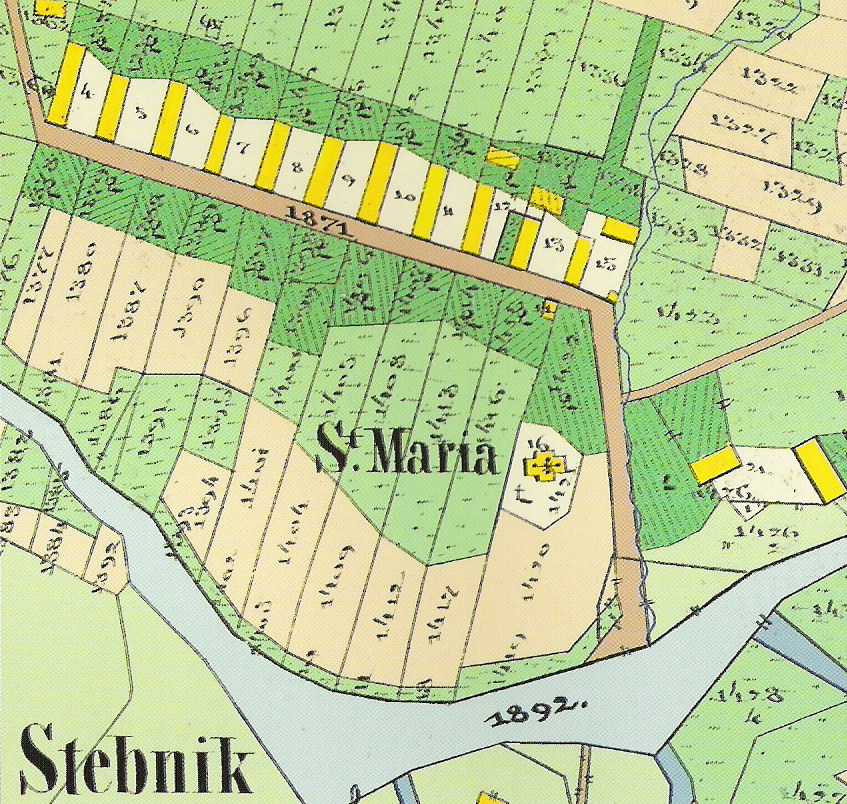
Streifenflur
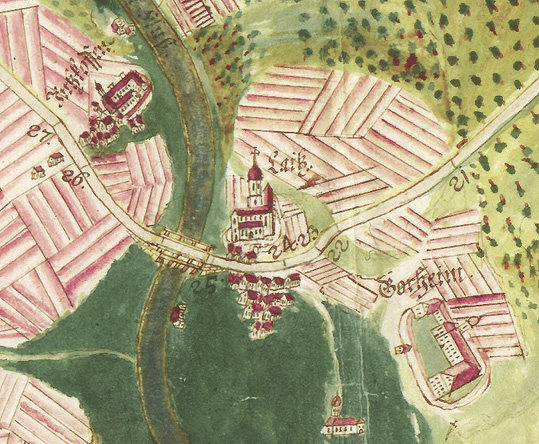
Gewannflur